# Tomis trisetosus
Tomis trisetosus es una especie de araña saltarina del género Tomis, familia Salticidae. Fue descrita científicamente por Edwards & Baert en 2018.
Habita en Ecuador.